# Монто, Анри де
Анри де Монто (фр. Henri de Montaut; 1829—1889) — французский художник, иллюстратор и карикатурист. Сотрудничал с популярным еженедельником La Vie Parisienne, выпускал иллюстрированный журнал L’Art et la Mode. Совместно с Эдуаром Риу подготовил иллюстрации для двух первых романов Жюля Верна, «Пять недель на воздушном шаре» и «Путешествие и приключения капитана Гаттераса». Его иллюстрации также украсили роман Ж. Верна «С Земли на Луну».